# SDSS J010013.02+280225.8

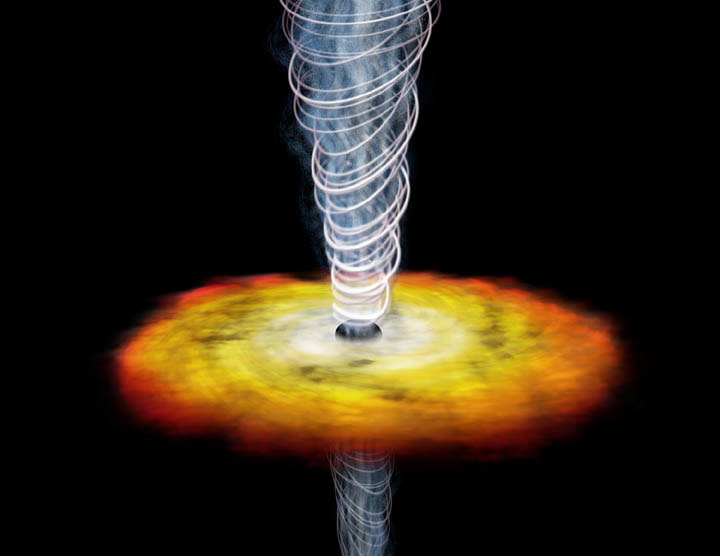
Künstlerische Darstellung eines Quasars

SDSS J010013.02+280225.8 (verkürzt SDSS J0100+2802) ist ein Quasar aus dem Katalog des Sloan Digital Sky Survey (SDSS). Aufgrund der großen Entfernung wird von der Erde aus der Zustand 875 Millionen Jahre nach dem Urknall beobachtet. Sein derzeit beobachtbares Licht war also 12,8 Milliarden Jahre unterwegs. Die kosmologische Rotverschiebung beträgt z = 6,30. Mit zwölf Milliarden Sonnenmassen enthält der Quasar eines der massereichsten Schwarzen Löcher aus der Frühphase des Universums. Zugleich ist er der hellste aller bisher bekannten Quasare aus dieser Zeit. Seine Leuchtkraft entspricht etwa dem 420-billionenfachen der Sonne.

## Entdeckung
SDSS J0100+2802 wurde von einem internationalen Forscherteam entdeckt und 2015 beschrieben. Angeführt wird das Team von Astronom Xue-Bing Wu von der Universität Peking. Sie entdeckten die astronomischen Objekte mit Hilfe des Lijiang-Teleskops des astronomischen Observatoriums Yunnan in China. Da dieser Quasar also aus einer Zeit stammt, als das Universum weniger als 900 Millionen Jahre alt war, ermöglichen alle zugehörigen Entdeckungen Einblicke in das Wachstum von Galaxien und Schwarzen Löchern im jungen Universum.